# Кунстхалле Мальмё
Кунстхалле Мальмё (швед. Malmö konsthall) — художественный музей в центре шведского города Мальмё, открытый в 1975 году; музейное здание было удостоено премии «Kasper Salin Prize» за 1974 год; галерея была отремонтирована и расширена в 1994 году — она была соединена с историческим кирпичным здание «Hantverkshuset», расположенным по соседству; проводит временные выставки произведений современного искусства.

## История и описание
Кунстхалле в Мальмё (Malmö Konsthall) был открыт в 1975 году, став один из крупнейших в Европе выставочных залов для произведений современного искусства. Музейное здание было спроектировано шведским архитектором Класом Ансхельмом (Klas Anshelm, 1914—1980), на которого значительное влияние оказало посещение им парижской мастерской скульптора Константина Бранкузи.
Зал был построен из бетона, стекла, дерева и алюминия. Потолок был выполнен «куполообразным»; зал сочетает в своём дизайне как естественные, так и искусственные источники света: большое наклонное окно в крыше позволяет проникнуть в зал солнечному свету. Музейный зал был удостоен премии имени Каспера Салина (Kasper Salin Prize) от Ассоциации архитекторов Швеции за 1974 год. Галерея была отремонтирована и расширена в 1994 году: выставочный зал вобрал в себя историческое промышленное кирпичное здание «Hantverkshuset» (Craft Building), располагавшееся по соседству. Таким образом у музея появилось место для книжного магазина, детской зоны и ресторана.
В XXI веке в кунстхалле проводятся временные выставки произведений современного искусства: которые включают как работы известных авторов («классику современного искусства»), так и экспериментальные произведения начинающих художников. Ежегодно в зале проводится около десяти выставок, которые привлекают более 200 000 посетителей. Иногда зал проводит и выставки произведений классического модернизме; в нём представлялись работы Эдварда Мунка, Ван Гога, Луизы Буржуа и Дэвида Шригли — Жоан Миро, Джованни Джакометти и Тони Крэгг также были в числе выставленных авторов. Помимо выставок живописи и скульптуры, зал используется и для иных мероприятий: таких как театральные представления, кинопоказы и лекции. Музей также организует образовательные мероприятий для взрослых и детей. В конце лета 2019 года в музее прошла персональная «выставка» хореографа Ивонны Райнер «Yvonne Rainer+Weld — Again? What now?», проходившая как танцевальный спектакль и фильм.